# Otygen Corona
Otygen Corona is een corona op de planeet Venus. Otygen Corona werd in 1991 genoemd naar Od ygen, een Mongoolse aardemoeder.
De corona heeft een diameter van 400 kilometer en bevindt zich in het quadrangle Lada Terra (V-56). De corona maakt samen met Eve Corona, Tamfana Corona, Carpo Corona, Selu Corona en Derceto Corona deel uit van de "Alpha-Lada extensionele gordel" aan de noordwestelijke rand van Lada Terra, die meer dan 6000 kilometer lang en 50 à 200 km breed is.